# فأر قزمي
فأر قزمي (الاسم العلمي:Baiomys) هو جنس من الحيوانات يتبع فصيلة الفأرية من رتبة القوارض.

## أنواع
- فأر قزمي جنوبي (الاسم العلمي:Baiomys musculus)
- فأر قزمي شمالي (الاسم العلمي:Baiomys taylori)